# Y (Something ELseのアルバム)
『Y』は、2002年2月27日に発売された、Something ELseの4枚目のオリジナル・アルバム。

## 概要
1年ぶりのオリジナル・アルバム。
本作は8曲入りとなっているが、初めて作詞家に収録曲の大半を依頼した。
メンバーは作曲のみとなっている。
ミキシングはナッシュビルで2001年11月〜12月にかけて行われ、メンバー全員が立ち会っている。

## 収録曲
作曲：今井千尋（特記以外）／編曲：西平彰（1.2.5.6.7）山川恵津子（3.4.8）
1. 遥かなすぐ近くに
  - 作詞：松本一起
2. 夏のラジオ(Album Version)
  - 作詞：売野雅勇
  - エレクトリック・ギターを大胆に取り入れ、シングル・ヴァージョンよりも音量が大きくなっている。
3. 一枚の葉
  - 作詞：松井五郎／作曲：伊藤大介
4. 誓い〜God bless our love
  - 作詞：湯川れい子／作曲：伊藤大介
5. ハリネズミ
  - 作詞：康珍化
  - 本作で唯一ギターがスタジオミュージシャンによる演奏。伊藤は未演奏。
6. 君にしかできないこと
  - 作詞：今井千尋
7. ここにいる理由（わけ）
  - 作詞：川村真澄
8. Hello Odyssey
  - 作詞：森雪之丞

| 前作: 光の糸 | Something ELseのアルバム | 次作: 風見鶏 （2003年） |